# Злов, Пётр Васильевич
Пётр Васильевич Злов (1774, Москва, Российская империя — июнь 1823) — русский актёр и певец-бас.

## Биография
Учился в Московском университете. Однако, не окончив, ушёл из университета и поступил актёром на московскую казённую сцену. С неизменным успехом выступал в драме, комедии и в оперных спектаклях. Сначала играл в Москве, но в 1813 г. вместе с частью труппы переехал из разоренной войной 1812 года после пожара Москвы в Петербург, где дебютировал в партии Феррандо — «Монтенерский замок».
Во время Отечественной войны 1812 года Злов выступал с исполнением патриотических песен С. Давыдова, Д. Кашина, написавшего специально для певца куплеты в честь М. Кутузова и П. Витгенштейна в дивертисменте «Праздник в стане союзных армий». В 1814 году участвовал в балете с пением и хорами Катерино Кавоса «Торжество России, или Русские в Париже», 3 мая 1816 — в трагедии с хорами Расина «Эсфирь» на музыку О. Козловского.
В 1822 году Петр Васильевич уходит со сцены, а вскоре умирает в июне 1823 года. Похоронен на Волковском православном кладбище. Могила утрачена.

## Творчество
Талант Злова был самый симпатичный; он имел густой бас, физиономию открытую и энергичную, прекрасные голубые глаза и много естественности в игре.— П. Н. Арапов
Особенно славился в роли мельника в комической опере «Мельник — колдун, обманщик и сват». Также имел большой успех как исполнитель главных партий в патриотических операх К. Кавоса «Иван Сусанин», «Крестьяне» и «Илья богатырь». М. И. Глинка в своих «Записках» называет Злова певцом «весьма примечательным», наряду с Самойловым и Климовским.
Выступал на сцене вместе с Е. Я. Воробьевой, А. И. Ивановой, Г. Ф. Климовским, Е. С. Сандуновой, В. М. Самойловым, Н. С. Семёновой, Н. В. Репиной, О. А. Петровым, А. О. Бантышевым. Неоднократно пел под руководством дирижёра Катерино Кавоса.
С 1822 г. имя Злова исчезает из списка артистов казённой сцены.

## Репертуар
- Сусанин — «Иван Сусанин» К. Кавоса по либретто А. А. Шаховского
- Ратмир — «Добрыня Никитич, или Страшный замок» К. Кавоса и Ф. Антонолини
- Староста — «Крестьяне, или Встреча незваных», опера-водевиль С. Н. Титова по пьесе А. А. Шаховского
- Фаддей — «Мельник — колдун, обманщик и сват» А. О. Аблесимова с музыкальной обработкой М. М. Соколовского
- Жермен — «Молодая вспыльчивая жена» Ф. А. Буальдьё
- Зарастро — «Волшебная флейта» В. А. Моцарта
- Осмин — «Похищение из сераля» В. А. Моцарта
- Виллис — «Агнесса» Ф. Паэра
- Рогатин — «Скитающиеся комедианты»
- Дон Альфонсо — «Так поступают все, или Школа влюбленных» В. А. Моцарта
- Феррандо — «Монтенерский замок» Н. д’Алерака
- Иаков — «Иосиф Прекрасный» Э. Мегюля
- Узбек — «Алина, королева Голкондская» Ф. А. Буальдьё
- Микеле — «Водовоз, или Двухдневное приключение» Л. Керубини
- Первосвященник — «Весталка» Г. Спонтини (первое исполнение оперы в России, 26 октября 1812 г.)
- Миневра (Ментора) — «Телемак на острове Калипсы» М. Т. Алефельдт
- Ле Рон — «Опрокинутые повозки» Ф. А. Буальдьё
- (?) — «Лекарь самоучка, или Животный магнетизм» Л. В. Маурера
- Федул — «Федул с детьми», опера В. Мартин-и-Солера и В. А. Пашкевича по либретто императрицы Екатерины II
- Пустынник — «Красная Шапочка» Ф. А. Буальдьё
- Рауль Синяя Борода — «Рауль Синяя Борода» А. Гретри
- Джелино — «Притворная любовница» Джованни Паизиелло
- Сенежаль — «Белая дама» Ф. А. Буальдьё
- Публий — «Милосердие Тита» В. А. Моцарта
- Дон Альфонс — «Дон Гарсия Наваррский» Ж.-Б. Мольера